# Panacee
Een panacee is een denkbeeldig geneesmiddel dat overal voor zou helpen. Het woord is afgeleid van de naam van Panacea, de Griekse godin van de geneesmiddelen (een van de dochters van Asclepius, de god van de geneeskunde en genezing).
De panacee werd verondersteld een remedie te zijn tegen alle ziekten en bovendien levensverlengend te werken. Onsterfelijkheid kon er, althans in het westerse denken, niet van verwacht worden. Alchemisten zochten vaak hun leven lang naar het 'levenselixer', dat ook werd geassocieerd met de Steen der Wijzen, een legendarische substantie die gewone metalen in goud zou kunnen transmuteren. De achterliggende gedachte was dat goud het meest perfecte metaal was. Metalen konden met de Steen 'genezen' worden en tot perfectie gebracht worden. Analoog zou ook het lichaam middels de Steen gezuiverd worden.
Het woord wordt ook wel overdrachtelijk gebruikt als "geneesmiddel" voor iets dat feitelijk geen ziekte is.
- "Wijn is een panacee voor verdriet."
- "Poëzie is een panacee voor de melancholie."